# Leon Wiewiórski

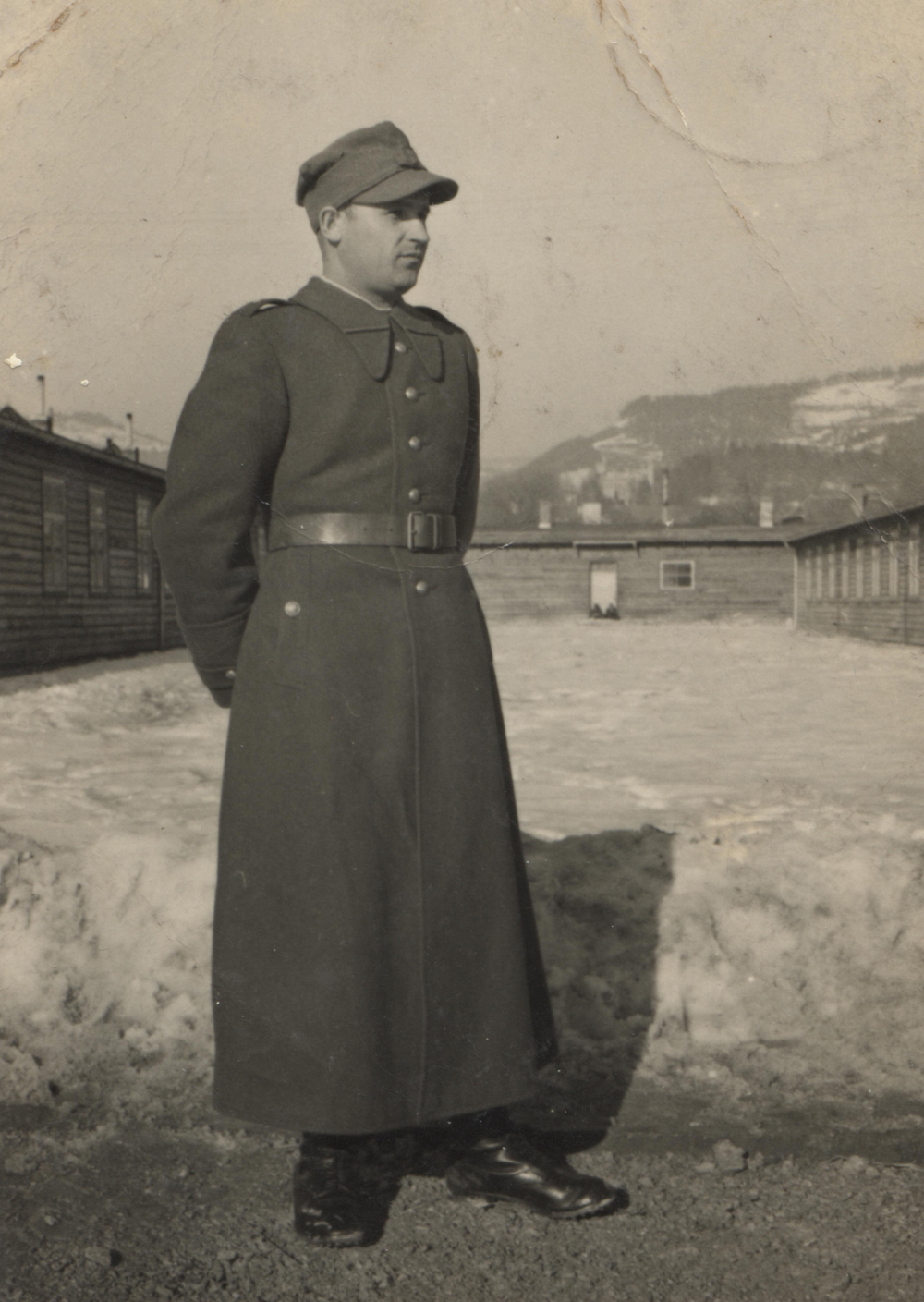
Ppor. rez. Leon Wiewiórki jako jeniec oflagu XVIII B Wolfsberg.

Leon Wiewiórski (ur. 10 kwietnia 1909, zm. 1 września 1988) – podporucznik rezerwy piechoty Wojska Polskiego, uczestnik walk w tzw. korytarzu pomorskim w czasie kampanii wrześniowej 1939 roku, jeniec oflagu II C Woldenberg, nauczyciel.

## Życiorys
Urodzony w Wagańcu, powiat nieszawski, województwo Pomorskie – syn Antoniego i Katarzyny. Przed wojną ukończył III Kurs Seminarium Nauczycielskiego w Nieszawie zdobywając tytuł nauczyciela szkół powszechnych (w 1932 roku). Do wybuchu wojny pracował jako nauczyciel. W okresie od dnia 15 września 1932 r. do dnia 18 lipca 1933 roku był słuchaczem Dywizyjnego Kursu Podchorążych Rezerwy 4 Dywizji Piechoty zorganizowanego przy 67 pułku piechoty, który ukończył z lokatą 7/35, uzyskując stopień kaprala z cenzusem i tytuł podchorążego rezerwy. Po ukończeniu tegoż kursu służył jeszcze w 14 pułku piechoty, a do rezerwy został przeniesiony w dniu 20 września 1933 r. (na podstawie rozkazu Ministerstwa Spraw Wojskowych, sygnatura: Biuro Og. Org. L. dz. 2756/Tjw. Org.). W latach 1933–1935 był instruktorem Związku Strzeleckiego w Wieńcu. Kilkukrotnie powoływany był na ćwiczenia wojskowe do macierzystego 14 pułku piechoty z Włocławka (w tym w okresach: od dnia 18 czerwca 1934 roku do dnia 28 lipca 1934 r. oraz od dnia 17 czerwca 1935 r. do dnia 16 lipca 1935 roku).
Awansowany do stopnia podporucznika rezerwy Wojska Polskiego został ze starszeństwem z dniem 1 stycznia 1936 r. i 1306. lokatą w korpusie oficerów piechoty. W latach 1937–1939 pracował w Lubrańcu.
24 sierpnia 1939 r. jako podporucznik rezerwy został zmobilizowany z przydziałem do 14 pułku piechoty we Włocławku. Otrzymał przydział na stanowisko dowódcy II plutonu 6 kompanii II batalionu tegoż pułku. Dowódcą kompanii był porucznik Mieczysław Nejman, a dowódcą batalionu major Jan Łobza. W dniu 26 sierpnia 1939 roku II i III bataliony 14 pp wyruszyły z włocławskiego garnizonu marszem w kierunku Prus Wschodnich.
We wrześniu 1939 roku walczył na obszarze Ziemi Chełmińskiej. W dniach od 1 do 3 września 1939 roku w ramach bitwy granicznej 14 pułk piechoty toczył krwawe walki nad rzeką Osą pod Mełnem i Grutą, które okupił stratami sięgającymi 15% stanu pułku w zabitych, rannych i zaginionych. 2 września w godzinach popołudniowych II batalion 14 pp otrzymał od ppłk. Brayczewskiego rozkaz zajęcia stanowisk w rejonie Zakrzewa. Rozkaz ten wydany został osobiście dowódcy 6 kompanii – porucznikowi Mieczysławowi Nejmanowi. Od pułkownika Zygmunta Bohusz-Szyszko włocławski pułk otrzymał zadanie wykonania przeciwnatarcia na dwór Mełno i Grutę. Podczas zawracania pułku w kierunku Gruty część żołnierzy II batalionu rozdzieliła się i pogubiła w terenie. Po nocnym natarciu, częściowo po walce na bagnety, oddziały polskie zdobyły Grutę. W tym czasie 6 kompania, bez styczności z nieprzyjacielem, dotarła marszem ubezpieczonym do folwarku Gruta i zajęła stanowiska obronne na północno-zachodnim skraju miejscowości. Noc z 2 na 3 września pluton ppor. Wiewiórskiego spędził na kopaniu wnęk strzeleckich i nawiązywaniu łączności z sąsiadami. Walka z nieprzyjacielem zaczęła się o godzinie 4.00 nad ranem dnia 3 września. Przeciwnik zasypywał polskie oddziały gęstym ogniem artylerii i karabinów maszynowych. Obrona żołnierzy 14 pp trwała do godziny 14:30, po czym wskutek groźby oskrzydlenia przez Niemców dowódca kompanii dał rozkaz do wycofania się. Straty 6 kompanii sięgały wówczas 60% stanów wyjściowych i jej resztki zaczęły odwrót w kierunku na wieś Mełno, chcąc połączyć się z oddziałami polskimi. Żadnych oddziałów Wojska Polskiego nie było jednakże już w tym rejonie, albowiem odeszły one bez powiadomienia 6 kompanii. 3 września w pobliżu wsi Mełno pozostałości kompanii dostały się pod gwałtowny ogień karabinów maszynowych nieprzyjaciela, od którego poległo 5 żołnierzy. Podczas tej walki ppor. Leon Wiewiórski wraz z dowódcą 6 kompanii por. Nejmanem i około 20 żołnierzami dostał się do niemieckiej niewoli.
Okres niewoli spędził początkowo w kilku obozach przejściowych (między innymi w oflagu XVIII B Wolfsberg), a następnie (5 lat) w oflagu II C Woldenberg. W oflagu tym ukończył Wyższy Kurs Nauczycielski zorganizowany przez Koło Nauczycielskie. W styczniu 1945 roku został ewakuowany z kolumną jeniecką na zachód. Po wyzwoleniu przez wojska amerykańskie przebywał w XIV Zgrupowaniu Wojskowym w Bordesholmie (koło Kilonii).

## Okres powojenny
W 1946 roku powrócił do Polski i rozpoczął pracę w Kujawskich Zakładach Maszyn Rolniczych we Włocławku. W latach 1957–1958 był słuchaczem Wydziału Przemysłu Ciężkiego Jednorocznego Studium Zaocznego Rachunkowości przy Polskim Towarzystwie Ekonomicznym w Warszawie, po ukończeniu którego objął stanowisko głównego księgowego w wyżej wymienionych zakładach maszyn rolniczych. Uchwałą Rady Państwa z dnia 21 września 1977 roku odznaczony został Krzyżem Kawalerskim Orderu Odrodzenia Polski.
Zmarł we Włocławku i pochowany został na tamtejszym Cmentarzu Komunalnym (sektor 83Z, rząd 13, grób 267).

## Odznaczenia
- Krzyż Kawalerski Orderu Odrodzenia Polski (nadany 21.09.1977 r., legitymacja Nr 2276-77-104)[10]
- Złoty Krzyż Zasługi (nadany 25.02.1969 r., legitymacja Nr 118-69-43)[11]
- Srebrny Krzyż Zasługi[11]
- Srebrny Medal „Zasłużonym na Polu Chwały” (nadany 13.02.1974 r., legitymacja Nr 154-73-150)[12]
- Medal „Za udział w wojnie obronnej 1939” (nadany 07.04.1982 r., legitymacja Nr 94-82-116 MW)[13]
- Złoty Medal „Za zasługi dla obronności kraju”[14]
- Odznaka Grunwaldzka (nadana 21.11.1973 r.)[15]